# If Only I Could 2013
Az If Only I Could 2013 című dal az amerikai-német Sydney Youngblood 1989-ben megjelent dalának 2013-as remixe, melyben Bruce Niederfeld & Markus S. Aka Supermercato közreműködtek. A remixeket BK Duke készítette, aki egyben a dal producere is volt. A dal slágerlistás helyezést azonban nem ért el.

## Megjelenések
CD Single  Sensation Media Group – 4034677405499
1. If Only I Could 2013 (BK Duke Radio Edit) 3:06 Mixed By [Add On's Track 1] – Frederic Kokott, Producer, Remix – BK Duke
2. If Only I Could 2013 (BK Duke Extended Mix) 5:09 Producer, Remix – BK Duke
3. If Only I Could 2013 (BK Duke Remix) 3:35 Producer, Mixed By – Günther Geiger